# 吉開りりぃ
吉開 りりぃ（よしかい りりぃ、1965年7月29日 - ）は、日本の歌手。
福岡県北九州市小倉出身。身長158cm 体重48Kg 血液型A型。所属レコード会社はブックリッジ・レコーズ。

## 人物・来歴
父の影響で幼い頃から1950年代 - 1960年代の洋楽にふれ、キャロル・キングに憧れを抱く様になる。
小、中学校と北九州市少年少女合唱団に在籍し、メゾソプラノを担当。クラシカルな声楽を学ぶ。
海外での演奏旅行や、ウィーンの森少年合唱団との共演などを経験。
兄の影響で洋楽を聴くようになり、高校時代にはロックバンドに参加、キーボードを担当していたが、ボーカリストへ転向。
高校卒業後、21歳で博多のケントスにてシンガーとしてのキャリアをスタートさせる。
27歳で上京。拠点を六本木、新宿、銀座のケントスに移す。
以後、15年間、専属シンガーとしてオールディーズやロックンロールを中心にした曲を歌う。
当時、メジャー・レコード会社よりデビューの打診を数度受けるが頓挫する。
35歳で鬱病を発症する。
37歳でケントスを辞め、ソロ・シンガーとして都内のライヴハウスを中心に活動を行う。
40歳の頃、鬱病を克服する
2010年、再度デビューの話があり、それを期に自分だけが表現できる音楽をプロデューサーの橋本まさしと追究しデビューを目標に制作活動に専念する。
2012年8月8日、47歳でブックリッジ・レコーズよりメジャーデビュー。
2012年10月14日、「STB139 スイートベイジル」にて、吉開りりぃメジャーファーストライブ「人生七色！七変化！悲恋節！シャウトさせていただきます！」を開催した。
2016年11月12日、福岡県立小倉商業高等学校の「創立100周年記念式典」にも出席し自身の話や曲を披露した。
2018年10月21日、北九州市観光大使に就任。

## ディスコグラフィー
シングル
|     | タイトル                | 発売日         | 備考                  |
| --- | ----------------------- | -------------- | --------------------- |
| 1st | 悲恋/数え歌/東京/ごはん | 2012年8月8日   | 初回限定紙ジャケ2枚組 |
| 1st | 悲恋/数え歌/東京/ごはん | 2013年10月30日 | 通常シングル          |
| 2nd | 恋はそぞろでふわふわ    | 2017年10月18日 | 配信限定              |
| 3rd | 罰ゲーム                | 2017年11月1日  | 配信限定              |
| 4th | 働く戦士                | 2017年11月15日 | 配信限定              |

アルバム
|     | タイトル   | 発売日         | 備考 |
| --- | ---------- | -------------- | ---- |
| 1st | 十三の物語 | 2017年11月22日 |      |

## タイアップ
| 楽曲           | タイアップ                |
| -------------- | ------------------------- |
| 届けに行きたい | 藤光謙司リオ五輪応援CM曲/ |
| 生命の理由     | Reason of Life            |